# 무수천 (제주)
무수천(無愁川)은 한라산 정상 서북벽에서 발원해 남쪽에서 북쪽으로 흘러 제주시와 애월읍의 경계를 지으며, 해안동, 광령리, 도평동, 외도동을 거쳐 바다로 흐르는 제주특별자치도의 하천이다.

## 지명
- 무수천사거리: 평화로와 중산간서로, 노형로가 만나는 지점이다. 제주버스 가로변우선차로의 서쪽 종점이기도 하다.